# Cassolus nudus
Cassolus nudus är en skalbaggsart som beskrevs av Sharp 1875. Cassolus nudus ingår i släktet Cassolus och familjen bladhorningar. Inga underarter finns listade.